# Au-delà des lois humaines
Pour plus de détails, voir Fiche technique et Distribution.
Au-delà des lois humaines est un film français réalisé par Marcel Dumont et Gaston Roudès, sorti en 1920.

## Fiche technique
- Titre original : Au-delà des lois humaines
- Réalisation : Marcel Dumont et Gaston Roudès
- Scénario : Gaston Roudès, d'après un roman de Daniel Jourda
- Société de production : Gallo Film
- Société de distribution : Cinématographe Harry
- Pays de production :  France
- Langue originale : français
- Format : Noir et blanc  — 35 mm — 1,33:1 — Film muet
- Genre : drame
- Date de sortie : 
  - France : 10 décembre 1920

## Distribution
- Georges Saillard : Jacques Lefaur
- Rachel Devirys : Nadia Navinska
- Jean Signoret : Jean
- Maurice Schutz : le docteur Dorfer
- Germaine Sablon : Lise Duclary
- Nyota Nyoka
- Paul Robert